# Высоцкий, Михаил Константинович
Михаил Константинович Высоцкий (18 ноября 1885, с. Недра, Полтавская губерния, Российская империя — 6 октября 1950, Киев, УССР, СССР) — советский актёр, народный артист Украинской ССР (1943), Заслуженный артист Казахской ССР (1944).

## Биография
В 1913 году окончил Одесскую театральную школу имени Мочалова. Сценическому искусству учился у Н. И. Собольщикова-Самарина, в 1916—1923 годах выступал под руководством своего учителя в театрах Одессы, Киева
(1923—1925), Симферополя (1930—1933), Поволжья, Горького.
В 1934—1937 годах — актёр Горьковского областного театра драмы. В 1939—1950 годах — артист Киевского русского театра имени Леси Украинки.
Снимался в кино.

## Избранные театральные роли
- Тристан — «Собака на сене», Лопе де Вега
- Власов — «Далёкое», А. Афиногенов
- Фамусов — «Горе от ума» А. Грибоедова
- Сганарель — «Камінний господар» Л. Украинки
- Бублик — «Платон Кречет» А. Корнейчука
- Перкинс — «Миссия мистера Перкинса в страну большевиков» А. Корнейчука

## Избранная фильмография
- 1939 — Шуми городок — Диктор
- 1941 — Богдан Хмельницкий — сотник Тыква
- 1942 — Юный Фриц (короткометражный) — отец Фрица, в титрах — Н. Высоцкий
- 1942 — Котовский — пристав (нет в титрах)
- 1942 — Боевой киносборник № 10 — директор завода
- 1942 — Молодое вино (нет в титрах)
- 1945 — Непокорённые — немецкий инженер
- 1945 — Зигмунд Колосовский — Боровский
- 1945 — В дальнем плавании — Василий Иванович Снегов, старший офицер
- 1946 — Центр нападения — Василий Миронович, отец Лены
- 1950 — Щедрое лето — Свирид Подпруженко, отец Оксаны
- 1950 — Секретная миссия — Уинстон Черчилль
- 1951 — Тарас Шевченко — пан Евдоким Апполонович Лукашевич, помещик

Похоронен на Байковом кладбище Киева.